# Thripsaphis verrucosa
Thripsaphis verrucosa är en insektsart som beskrevs av David D. Gillette 1917. Enligt Catalogue of Life ingår Thripsaphis verrucosa i släktet Thripsaphis och familjen långrörsbladlöss, men enligt Dyntaxa är tillhörigheten istället släktet Thripsaphis och familjen borstbladlöss. Arten är reproducerande i Sverige.

## Underarter
Arten delas in i följande underarter:
- T. v. verrucosa
- T. v. nodulosa
- T. v. subverrucosa